# Мильян, Джон
Джон Мильян (англ. John Miljan); имя при рождении Йован Мильянович (англ.  Jovan Miljanovic; 9 ноября 1892 — 24 января 1960) — американский актёр кино 1920—1950-х годов.
Начав сниматься в эпоху немого кино, на протяжении своей более чем сорокалетней карьеры Мильян сыграл более чем в 200 фильмах, среди которых «Призрак оперы» (1925), «Янки Клиппер» (1927), «Одержимая» (1931), «Эмма» (1932), «Ночной суд» (1932), «Арсен Люпен» (1932), «Чарли Чан в Париже» (1935), «Человек с равнины» (1936), «Если бы я был королём» (1938), «Весёлые Монаханы» (1944), «Убийцы» (1946), «Самсон и Далила» (1949) и «Десять заповедей» (1956).

## Биография
Джон Мильян родился 9 ноября 1892 года в городе Лид, Южная Дакота, США, в семье сербского происхождения, его имя при рождении Йован Мильянович. С 15 лет Мильян стал актёром, а в 1923 году в возрасте 31 года начал сниматься в кино.
В 1924 году Мильян появился в значимых ролях второго плана в мелодрамах «Пустые сердца» (1924) с Кларой Боу, «Ровно в три часа» (1924), «Любовные письма» (1924), «Одинокий шанс» (1924) и «Ранчо романсов» (1924). В 1925 году Мильян сыграл небольшую роль Валентина (без указания в титрах) в хоррор-мелодраме «Призрак оперы» (1925) с Лоном Чейни в главной роли. У Мильяна также были значимые роли второго плана в мелодраме «Распутная женщина» (1925) с Тедой Барой, боевике «Пламенеющие воды» (1925) и небольшие роли ещё в семи фильмах. В 1926 году Мильян сыграл в одиннадцати фильмах, в частности, роль второго плана в мелодраме с Нормой Ширер «Дьявольский цирк» (1926), мелодраме «Остров дьявола» (1926) и комедии Роя Дель Рута «Свободные вдовы» (1926).
В 1927 году Мильян дебютировал в качестве актёра звукового кино в рекламном трейлере фильма «Певец джаза», в котором приглашал зрителей посмотреть этот первый звуковой фильм. Всего в течение года он появился в 21 фильме, в том числе, исполнил небольшую роль в исторической мелодраме «Старый Сан-Франциско» (1927), важные роли в драме «Янки Клиппер» (1927) и в криминальной мелодраме «Окончательное добавление» (1927), а также роль второго плана в романтической комедии с Кларой Боу «Скандал вокруг Рози» (1927). Ещё год спустя Мильян сыграл в девяти фильмах, в том числе главную роль в звуковом криминальном триллере Арчи Майо «Багровый город» (1928), где его партнёршей была Мирна Лой, а также важные роли в звуковом детективном триллере Роя Дель Рута «Террор» (1928) и в исторической мелодраме «Знаменитая Бэтси» (1928). В 1929 году у Мильяна было четырнадцать фильмов, среди который мелодрама с Джоан Кроуфорд «Неприрученная» (1929), мюзикл Роя Дель Рута «Песнь пустыни» (1929), военная историческая мелодрама с Рамоном Наварро «Беззаботный» (1929), криминальная мелодрама с Мирной Лой «Крутая Роза» (1929), спортивная мелодрама «Спидвей» (1929) и детектив «Безобразная ночь» (1929).
Среди тринадцати фильмов Мильяна в 1930 году наиболее заметными были музыкальная мелодрама «Прекрасная невеста» (1930) и криминальная мелодрама «Плата» (1930), оба фильма — с Джоан Кроуфорд, где у Мильяна были заметные роли второго плана. Он также сыграл прокурора в криминальной драме с Лоном Чейни «Несвятая троица» (1930) и был врачом в криминальной комедии «Дистанционное управление» (1930). На следующий год у Мильяна были заметные роли второго плана в мелодраме с Кроуфорд и Кларком Гейблом «Одержимая» (1931), криминальной мелодраме с Уоллесом Бири и Джин Харлоу «Тайная шестёрка» (1931), приключенческой мелодраме с Гейблом и Бири «Дьявольские водители» (1931), мелодраме с Гретой Гарбо и Гейблом «Сюзанна Ленокс» (1931) и мелодраме с Гарбо «Вдохновение» (1931). В общей сложности за год он сыграл в одиннадцати фильмах, также как и год спустя. Самыми значимыми картинами Мильяна в 1932 году стали криминальная драма с Уолтером Хьюстоном и Джин Харлоу «Чудовище города» (1932), где Мильян сыграл прокурора, детектив с Джоном и Лайонеллом Барриморами «Арсен Люпен» (1932), где Мильян был префектом полиции, романтическая комедия с Рут Чаттертон и Бетт Дейвис «Богатство, которое всегда с нами» (1932), где Мильян сыграл одну из главных ролей мужа главной героини. У него также были значимые роли второго плана в криминальной драме В. С. Ван Дайка с Уолтером Хьюстоном «Ночной суд» (1932) и в мелодраме Джона Форда с Бири и Рикардо Кортесом «Плоть» (1932).
В 1933 году у Мильяна было девять фильмов, среди которых криминальная драма «Грех Норы Моран» (1933), где он сыграл главную мужскую роль циркового укротителя львов, который изнасиловал свою молодую ассистентку (Цита Йоханн), а позднее стал шантажировать её романом с губернатором (Пол Кэвэна), который убил его в драке. В криминальной мелодраме «Мужья-близнецы» (1933) актёр сыграл главную роль известного преступника, которого группа бандитов использует втёмную, чтобы завладеть состоянием человека, за которого его выдают. По ходу действия герой Мильяна исправляется и помогает властям разоблачить преступный план. Он также сыграл заметные роли в криминальной мелодраме «Безумная игра» (1933) с участием Спенсера Трейси и Клер Тревор, и в криминальной комедии «Свист в темноте» (1933). Год спустя Мильян также сыграл в девяти фильмах. В частности, он исполнил главную роль драматурга в хоррор-комедии «Призрак идёт» (1934), действие которой происходит в старом особняке. Другими заметными картинами с участием актёра стали музыкальная комедия «Первая красавица XIX века» (1934) с Мэй Уэст в главной роли, а также криминальная мелодрама с Джеком Холтом и Джин Артур «Водоворот» (1934).
В детективном фильме «Чарли Чан в Париже» (1935) Мильян сыграл одну из ключевых ролей банковского сотрудника, который входит в группу мошенников, торгующих фальшивыми банковскими облигациями. Он также сыграл роли второго плана в музыкальной комедии с Бингом Кросби «Миссисипи» (1935) и мюзикле с Уорнером Бакстером «Под луной пампасов» (1935).
Как отмечено в биографии актёра на сайте AllMovie, «хотя он часто играл плохих парней, его так же часто видели в ролях военных и полицейских. Его стройная фигура и властный вид позволили ему сыграть такие роли, как генерал Кастер в вестерне Сесиля Демилля „Человек с равнины“ (1936)» с Гэри Купером в главной роли. По мнению историка кино Джона Говарда Рида, именно по этой роли Мильяна «помнят лучше всего». В том же году актёр сыграл роль второго плана в романтической комедии с Робертом Тейлором и Лореттой Янг «Личный номер» (1936), а также исполнил главную роль известного детектива, расследующего клубок преступлений на музыкальной вечеринке в дорогом особняке в детективной ленте «Убийство в Глен-Атолл» (1936).
После годичного перерыва в 1938 году Мильян вернулся на экран, сыграв роли второго плана в романтической комедии «Испытание мужчины» (1938) с участием таких звёзд, как Мирна Лой, Франшо Тоун и Розалинд Расселл, а также в исторической драме о поэте Франсуа Вийоне «Если бы я был королём» (1938) с Рональдом Колманом в заглавной роли. В 1939 году у Мильяна были роли второго плана в вестерне «Парень из Оклахомы» (1939) с участием Джеймса Кэгни и Хамфри Богарта, а также в исторической биографической драме «Хуарес» (1939) с участием Пола Муни и Бетт Дейвис. Другими популярными фильмами года с участием Мильяна стали комедия «Торчи баллотируется в мэры» (1939) с Глендой Фаррелл в заглавной роли и детективная комедия с Франшо Тоуном и Энн Сотерн «Быстрый и яростный» (1939).
Среди семи фильмов Мильяна в 1940 году не было интересных картин, несколько выделялись лишь мюзикл «Новолуние» (1940) и вестерн «Техасские рейнджеры снова в седле» (1940). Среди двенадцати фильмов 1941—1942 годов заслуживают внимания лишь криминальная драма «Босс большого города» (1942), где у Мильяна была традиционная для него роль второго плана, а также мелодрама «Большая улица» (1942) с Генри Фондой и Люсиль Болл, где Мильяан получил небольшую роль без упоминания в титрах. В 1943 году Мильян сыграл инспектора полиции в нуаровом шпионском триллере «Падший воробей» (1943) с участием Джона Гарфилда и Морин О’Хары, а также армейского капитана в военной драме «Бомбардир» (1943) с участием Пэта О’Брайена и Рэндольфа Скотта, а на следующий год исполнил роль майора в романтической комедии «Невеста по ошибке» (1944) и бывшего молодёжного идола в музыкальной комедии «Весёлые Монаханы» (1944). Год спустя Мильян предстал в образе генерала Джонатана Мэйхью Уэйнрайта в военной драме «Возвращение в Батаан» (1945) с Джоном Уэйном и Энтони Куинном в главных ролях.
В 1946 году Мильян сыграл небольшую роль преступника (без указания в титрах) в классическом фильме нуар «Убийцы» (1946) с Бертом Ланкастером и Авой Гарднер в главных ролях. В том же году у него была роль лейтенанта полиции в малобюджетном фильме нуар «Последняя преступная миля» (1946), а также роль доктора в приключенческом фильме «Потерянный город в джунглях» (1946). Год спустя Мильян сыграл детектива в фильме нуар «Пламя» (1947), а также появился в небольших ролях в приключенческом фильме «Синдбад-мореход» (1947) с Дугласом Фэрбенксом — младшим и Морин О’Харой и в исторической приключенческой ленте «Непобеждённый» (1947) с Гэри Купером и Полетт Годдар, где был обвинителем в трибунале. В 1948 году у Мильяна был единственный фильм, низкобюджетная послевоенная драма «Опасные воды» (1948). Через год он появился в четырёх фильмах, среди которых библейская драма Сесиля Демилля «Самсон и Далила» (1949) с Хэди Ламарр и Виктором Мэтьюром, где Мильян предстал в образе данайца Леша Лакиша. Он сыграл также в музыкальной комедии с Робертом Янгом и Ширли Темпл «Приключение в Балтиморе» (1949) и в мелодраме с Диком Пауэллом и Эвелин Кейс «Миссис Майк» (1949).
Мильян появился в эпизодической роли старика (без указания в титрах) в нуарной мелодраме «Иди тихо, незнакомец» (1950) с Джозефом Коттеном и Алидой Валли, сыграл небольшую роль слепого торговца воздушными шарами в фильме нуар «М» (1951), а также был индейским вождём в вестерне с Чарльтоном Хестоном «Дикий» (1952). Кроме того, он сыграл роль второго плана в комедии про обезьяну «Бонзо идёт в колледж» (1952), а в приключенческом фильме «Форт Алжир» (1953) исполнил небольшую роль арабского вождя (без указания в титрах). В 1955 году Мильян был мэром в вестерне с Джеймсом Кэгни «В укрытии» (1955) и восточным вождём — в приключенческом фильме с Полом Хенрейдом «Пираты Триполи» (1956). В 1956 году Мильян третий раз в карьере сыграл у Сесиля Демилля, на этот раз в эпической библейской картине «Десять заповедей» (1956), где был слепым израильским дедом в главе «Исход». Три последних фильма Мильяна — «Дикие дакоты» (1956), «Воин апачей» (1957) и «Одинокий рейнджер и потерянный золотой город» (1958) — были вестернами, и во всех трёх он сыграл индейских вождей.
Джон Мильян умер 24 января 1960 года в Голливуде от рака.

## Актёрское амплуа и оценка творчества
По мнению биографа актёра на AllMovie, «Мильян обладал соблазнительной манерой речи и был достаточно красив для главных ролей, но рано понял, что у него будет более долгая экранная карьера в качестве злодея, после чего обычно играл тип льстивого, елейного мужчины, ухаживающего за чужими женщинами».
Начав карьеру в 1923 году с ролей «красивых, любезных романтических героев в немых фильмах, он позднее превратился в архетипичного злодея после того, как понял, что его аристократическая внешность несёт определенную холодность и подозрительность», и что такой типаж позволит ему дольше продержаться в профессии. Ещё позднее он перешёл на роли внушительных, авторитетных персонажей, таких как высокопоставленные руководители и военные, а также вожди племён.

## Личная жизнь
С 1927 года и до своей смерти в 1960 году Мильян был женат на Виктории Лоу Крейтон (англ.  Victoria Lowe Creighton). Он усыновил двух детей Виктории от актёра Крейтона Хейла (англ.  Creighton Hale).

## Фильмография
| Год  |    | Русское название                             | Оригинальное название                     | Роль                                                       |
| ---- | -- | -------------------------------------------- | ----------------------------------------- | ---------------------------------------------------------- |
| 1924 | ф  | Пустые сердца                                | Empty Hearts                              | Фрэнк Горман                                               |
| 1924 | ф  | Ровно в три часа                             | On the Stroke of Three                    | Генри Могридж                                              |
| 1924 | ф  | Одинокий шанс                                | The Lone Chance                           | Лью Броуди                                                 |
| 1924 | ф  | Ранчо романов                                | Romance Ranch                             | Клифтон Венейбл                                            |
| 1925 | ф  | Мораль для мужчин                            | Morals for Men                            | Леонард Уоллес                                             |
| 1925 | ф  | Рубище и пурпур                              | Sackcloth and Scarlet                     | Сэмюэл Кёртис                                              |
| 1925 | ф  | Сомкнутые губы                               | Sealed Lips                               | Джордж Гарнетт                                             |
| 1925 | ф  | Молчаливый Сандерсон                         | Silent Sanderson                          | Джим Даунинг                                               |
| 1925 | ф  | Распутная женщина                            | The Unchastened Woman                     | Лоуренс Сэнбери                                            |
| 1925 | ф  | Безымянная женщина                           | The Unnamed Woman                         | Арчи Вессон                                                |
| 1925 | ф  | Пламенеющие воды                             | Flaming Waters                            | Джаспер Торн                                               |
| 1925 | ф  | Призрак оперы                                | The Phantom of the Opera                  | Валентин (в титрах не указан)                              |
| 1926 | ф  | Почти леди                                   | Almost a Lady                             | Генри                                                      |
| 1926 | ф  | Джентльмен-любитель                          | The Amateur Gentleman                     | виконт Джон Девенэм                                        |
| 1926 | ф  | Задумчивые глаза                             | Brooding Eyes                             | Драммонд                                                   |
| 1926 | ф  | Дьявольский цирк                             | The Devil's Circus                        | Либеркинд                                                  |
| 1926 | ф  | Остров Дьявола                               | Devil's Island                            | Аендре Ле Февье                                            |
| 1926 | ф  | Свободные вдовы                              | Footloose Widows                          | мистер Смит                                                |
| 1926 | ф  | Моя официальная жена                         | My Official Wife                          | Николас                                                    |
| 1927 | ф  | Клоун                                        | The Clown                                 | Берт Коттон                                                |
| 1927 | ф  | Желаемая женщина                             | The Desired Woman                         | лейтенант Келлогг                                          |
| 1927 | ф  | Окончательное добавление                     | The Final Extra                           | Марвин Ле Рой                                              |
| 1927 | ф  | Подставленный                                | Framed                                    | муж Лолы                                                   |
| 1927 | ф  | Мужья напрокат                               | Husbands for Rent                         | Хью Фрейзер                                                |
| 1927 | ф  | Божья коровка                                | The Ladybird                              | Жюль Ранье                                                 |
| 1927 | ф  | Любовники?                                   | Lovers?                                   | Альварез                                                   |
| 1927 | ф  | Игра с ценой                                 | Paying the Price                          | Майкл Донован                                              |
| 1927 | ф  | Соперники на карантине                       | Quarantined Rivals                        | Эд, парикмахер                                             |
| 1927 | ф  | Скандал вокруг Рози                          | Rough House Rosie                         | Лью Маккей                                                 |
| 1927 | ф  | Моряк Иззи Мёрфи                             | Sailor Izzy Murphy                        | лунатик                                                    |
| 1927 | ф  | Возлюбленная моряка                          | A Sailor's Sweetheart                     | Марк                                                       |
| 1927 | ф  | Сатиновая женщина                            | The Satin Woman                           | Морис                                                      |
| 1927 | ф  | Серебряный раб                               | The Silver Slave                          | Филип Колдвелл                                             |
| 1927 | ф  | В трудном положении                          | Stranded                                  | Грант Пейн                                                 |
| 1927 | ф  | Что случилось с отцом                        | What Happened to Father                   | Виктор Смит                                                |
| 1927 | ф  | Волчья одежда                                | Wolf's Clothing                           | Джонсон Крейги                                             |
| 1927 | ф  | Янки Клиппер                                 | The Yankee Clipper                        | Поль де Виньи                                              |
| 1927 | ф  | Работорговец                                 | The Slaver                                | Сирил Блейк                                                |
| 1927 | ф  | Певец джаза                                  | The Jazz Singer                           | ведущий (в титрах не указан)                               |
| 1927 | ф  | Старый Сан-Франциско                         | Old San Francisco                         | Дон Луис (в титрах не указан)                              |
| 1928 | ф  | Багровый город                               | The Crimson City                          | Грегори Кент                                               |
| 1928 | ф  | Знаменитая Бетси                             | Glorious Betsy                            | Престон                                                    |
| 1928 | ф  | Страна серебряного лиса                      | Land of the Silver Fox                    | Джеймс Кроуфорд                                            |
| 1928 | ф  | Маленький сноб                               | The Little Snob                           | Уолт Кин                                                   |
| 1928 | ф  | Вырезка                                      | Tenderloin                                | банковский кассир                                          |
| 1928 | ф  | Террор                                       | The Terror                                | Альфред Кэтман                                             |
| 1928 | ф  | Женщины, о которых говорят                   | Women They Talk About                     | офицер                                                     |
| 1929 | ф  | Песня пустыни                                | The Desert Song                           | капитан Фонтейн                                            |
| 1929 | ф  | Беззаботный                                  | Devil-May-Care                            | Люсьен Де Гриньон                                          |
| 1929 | ф  | Мода в любви                                 | Fashions in Love                          | Фрэнк Мартин                                               |
| 1929 | ф  | Крутая роза                                  | Hardboiled Rose                           | Стив Уоллес                                                |
| 1929 | ф  | Невинные Парижа                              | Innocents of Paris                        | мсье Ренар                                                 |
| 1929 | ф  | Королева ночных клубов                       | Queen of the Night Clubs                  | Грант, юрист                                               |
| 1929 | ф  | Спидвей                                      | Speedway                                  | Ли Ренни                                                   |
| 1929 | ф  | Совершенно безумный                          | Stark Mad                                 | доктор Майло                                               |
| 1929 | ф  | Безобразная ночь                             | The Unholy Night                          | майор Мэллори                                              |
| 1929 | ф  | Неприрученная                                | Untamed                                   | Беннок                                                     |
| 1929 | ф  | Голос города                                 | The Voice of the City                     | Элегантный Дон Уилкс                                       |
| 1930 | ф  | Свободный и легкий                           | Free and Easy                             | актёр в сцене в спальной                                   |
| 1930 | ф  | Наши смущённые невесты                       | Our Blushing Brides                       | Мартин В. Сандерсон                                        |
| 1930 | ф  | Плата                                        | Paid                                      | инспектор Бёрк                                             |
| 1930 | ф  | Дистанционное управление                     | Remote Control                            | доктор Крюгер                                              |
| 1930 | ф  | Морская летучая мышь                         | The Sea Bat                               | Хуан                                                       |
| 1930 | ф  | Танцовщица в Голливуде                       | Show Girl in Hollywood                    | Фрэнк Бьюлоу, режиссёр                                     |
| 1930 | ф  | Несвятая троица                              | The Unholy Three                          | обвинитель в суде                                          |
| 1930 | ф  | Женский рэкет                                | The Woman Racket                          | Крис                                                       |
| 1930 | ф  | Великий день                                 | Great Day                                 |                                                            |
| 1930 | ф  | В весёлом Мадриде                            | In Gay Madrid                             | Армада, тореадор (в титрах не указан)                      |
| 1930 | ф  | Не такая уж глупая                           | Not So Dumb                               | (в титрах не указан)                                       |
| 1930 | ф  | Военная медсестра                            | War Nurse                                 | французский офицер медицинской службы (в титрах не указан) |
| 1931 | ф  | Судьба джентльмена                           | Gentleman's Fate                          | Флорио                                                     |
| 1931 | ф  | Вдохновение                                  | Inspiration                               | Анри Кутан, скульптор                                      |
| 1931 | ф  | Железный человек                             | Iron Man                                  | Пол Х. Льюис                                               |
| 1931 | ф  | Политика                                     | Politics                                  | Джим Куранго                                               |
| 1931 | ф  | Одержимая                                    | Possessed                                 | Джон Дрисколл                                              |
| 1931 | ф  | Тайная шестерка                              | The Secret 6                              | Джо Колимо                                                 |
| 1931 | ф  | Сын Индии                                    | Son of India                              | Джуггат                                                    |
| 1931 | ф  | Сюзанна Ленокс                               | Susan Lenox (Her Fall and Rise)           | Бёрлингем                                                  |
| 1931 | ф  | Чёртовы ныряльщики                           | Hell Divers                               | Гриффин                                                    |
| 1931 | ф  | Западный Бродвей                             | West of Broadway                          | Норм                                                       |
| 1931 | ф  | Большой луг                                  | The Great Meadow                          | Дэниел Бун (в титрах не указан)                            |
| 1932 | ф  | Вы слушаете?                                 | Are You Listening?                        | Тед Расселл                                                |
| 1932 | ф  | Арсен Люпен                                  | Arsène Lupin                              | префект полиции                                            |
| 1932 | ф  | Чудовище города                              | The Beast of the City                     | окружной прокурор                                          |
| 1932 | ф  | Эмма                                         | Emma                                      | окружной прокурор                                          |
| 1932 | ф  | Плоть                                        | Flesh                                     | Джо Уиллард                                                |
| 1932 | ф  | Малыш из Испании                             | The Kid from Spain                        | Панчо                                                      |
| 1932 | ф  | Ночной суд                                   | Night Court                               | Кроуфорд                                                   |
| 1932 | ф  | Процветание                                  | Prosperity                                | Холланд                                                    |
| 1932 | ф  | Богатство, которое всегда с нами             | The Rich Are Always with Us               | Грегг ГРаннард                                             |
| 1932 | ф  | Бесстыжая                                    | Unashamed                                 | окружной прокурор Харрис                                   |
| 1932 | ф  | Мокрый парад                                 | The Wet Parade                            | майор Долншал                                              |
| 1933 | ф  | Приключения вслепую                          | Blind Adventure                           | Риган                                                      |
| 1933 | ф  | Король на ночь                               | King for a Night                          | Уолтер Дуглас                                              |
| 1933 | ф  | Безумная игра                                | The Mad Game                              | Уильям Беннетт                                             |
| 1933 | ф  | Неприятность                                 | The Nuisance                              | Джон Кэлхоун                                               |
| 1933 | ф  | Грех Норы Моран                              | The Sin of Nora Moran                     | Паулино                                                    |
| 1933 | ф  | Путь к любви                                 | The Way to Love                           | Марко                                                      |
| 1933 | ф  | Что?! Нет пива?                              | What - No Beer?                           | Бутч Лорадо                                                |
| 1933 | ф  | Свист в темноте                              | Whistling in the Dark                     | Чарли                                                      |
| 1933 | ф  | Мужья-близнецы                               | Twin Husbands                             | Джерри Ван Тревор/Джерри Верренден                         |
| 1934 | ф  | Красавица девяностых                         | Belle of the Nineties                     | Эйс Ламонт, владелец «Сенсейшн-хаус»                       |
| 1934 | ф  | Призрак гуляет                               | The Ghost Walks                           | Прескотт Эймс                                              |
| 1934 | ф  | Опознание                                    | The Line-Up                               | Реджинальд Филдс                                           |
| 1934 | ф  | Мадам-шпион                                  | Madame Spy                                | Уэбер                                                      |
| 1934 | ф  | Бедные богатые                               | The Poor Rich                             | принц Абдул Хамидсхан                                      |
| 1934 | ф  | Водоворот                                    | Whirlpool                                 | Барни Гейдж                                                |
| 1934 | ф  | Молодые и красивые                           | Young and Beautiful                       | Гордон Дуглас                                              |
| 1934 | ф  | Завтрашняя молодежь                          | Tomorrow's Youth                          | Томас Холл - старший                                       |
| 1935 | ф  | Чарли Чан в Париже                           | Charlie Chan in Paris                     | Альбер Дюфрен                                              |
| 1935 | ф  | Миссисипи                                    | Mississippi                               | майор Паттерсон                                            |
| 1935 | ф  | Трое детей и королева                        | 3 Kids and a Queen                        | Босс Бентон                                                |
| 1935 | ф  | В пампасах под Луной                         | Under the Pampas Moon                     | Грегори Скотт                                              |
| 1936 | ф  | Джентльмен из Луизианы                       | The Gentleman from Louisiana              | Балтимор                                                   |
| 1936 | ф  | Убийство в Глен-Атол                         | Murder at Glen Athol                      | Билл Холт                                                  |
| 1936 | ф  | Человек с равнины                            | The Plainsman                             | генерал Джордж А. Кастер                                   |
| 1936 | ф  | Личный номер                                 | Private Number                            | Стэпп                                                      |
| 1936 | ф  | Золото Саттера                               | Sutter's Gold                             | генерал Жуан Баутиста Альворадо                            |
| 1936 | ф  | Аризона Махоуни                              | Arizona Mahoney                           | Камерон Ллойд                                              |
| 1936 | ф  | К северу от дома                             | North of Nome                             | Доусон                                                     |
| 1938 | ф  | Приграничные джимены                         | Border G-Man                              | Луис Рэнкин                                                |
| 1938 | ф  | Если бы я был королём                        | If I Were King                            | Тибо д’Оссиньи                                             |
| 1938 | ф  | Испытание мужчины                            | Man-Proof                                 | Томми Гонт                                                 |
| 1938 | ф  | Проехать кривую милю                         | Ride a Crooked Mile                       | подполковник Стюарт                                        |
| 1939 | ф  | Быстрые и яростные                           | Fast and Furious                          | Эрик Бартелл                                               |
| 1939 | ф  | Хуарес                                       | Juarez                                    | Мариано Эскобедо                                           |
| 1939 | ф  | Парень из Оклахомы                           | The Oklahoma Kid                          | Ринго                                                      |
| 1939 | ф  | Извините за нервы                            | Pardon Our Nerve                          | Дюк Пейдж                                                  |
| 1939 | ф  | Торчи баллотируется в мэры                   | Torchy Runs for Mayor                     | доктор Долан                                               |
| 1940 | ф  | Отряд экстренной помощи                      | Emergency Squad                           | Слэйд Уайли                                                |
| 1940 | ф  | Новолуние                                    | New Moon                                  | Пьер Бруньон                                               |
| 1940 | ф  | Королева мафии                               | Queen of the Mob                          | Пэн                                                        |
| 1940 | ф  | Техасские рейнджеры снова в седле            | Texas Rangers Ride Again                  | Картер Дэнджерфилд                                         |
| 1940 | ф  | Безымянные женщины                           | Women Without Names                       | Джон Мартин, помощник окружного прокурора                  |
| 1940 | ф  | Молодой Бил Хикок                            | Young Bill Hickok                         | Николас Тауэр                                              |
| 1940 | ф  | Ковбой и блондинка                           | The Cowboy and the Blonde                 | Боб Ройкрофт                                               |
| 1941 | ф  | Смертельная игра                             | The Deadly Game                           | Генри Фрэнк                                                |
| 1941 | ф  | Двойной обман                                | Double Cross                              | Ник Таггерт                                                |
| 1941 | ф  | Вынужденная посадка                          | Forced Landing                            | генерал Валдейн                                            |
| 1941 | ф  | Отряд по борьбе с беспорядками               | Riot Squad                                | Джим Гроссо                                                |
| 1942 | ф  | Любезная молодая леди                        | Obliging Young Lady                       | Джордж Плттер                                              |
| 1942 | ф  | Криминальный следователь                     | Criminal Investigator                     | Эдвард Джадсон                                             |
| 1942 | ф  | На севере Скалистых гор                      | North of the Rockies                      | Морган                                                     |
| 1942 | ф  | Скаттергуд выживает после убийства           | Scattergood Survives a Murder             | Рольф                                                      |
| 1942 | ф  | Верный армии                                 | True to the Army                          | Дрейк                                                      |
| 1942 | ф  | Босс большого города                         | The Boss of Big Town                      | Кеннет Крейдж                                              |
| 1942 | ф  | Большая улица                                | The Big Street                            | мистер Маквиртер (в титрах не указан)                      |
| 1942 | ф  | Дьявол с Гитлером                            | The Devil with Hitler                     | председатель совета директором ада (в титрах не указан)    |
| 1943 | ф  | Бомбардир                                    | Bombardier                                | капеллан Чарли Крейг                                       |
| 1943 | ф  | Падший воробей                               | The Fallen Sparrow                        | инспектор «Тоби» Тобин                                     |
| 1943 | ф  | Тревога на подводной лодке                   | Submarine Alert                           | мистер Бамбридж / капитан Хейгас                           |
| 1943 | ф  | Железный майор                               | The Iron Major                            | тренер штата Орегон (в титрах не указан)                   |
| 1944 | ф  | Невеста по ошибке                            | Bride by Mistake                          | майор Харви                                                |
| 1944 | ф  | Весёлые Монаханы                             | The Merry Monahans                        | Арнольд Пемброук, бывший молодёжный идол                   |
| 1944 | ф  | Я обвиняю своих родителей                    | I Accuse My Parents                       | Дэн Уилсон                                                 |
| 1945 | ф  | Оно в чемодане!                              | It's in the Bag!                          | мистер Арнольд                                             |
| 1945 | ф  | Пожар                                        | Wildfire                                  | Пит Фэннинг                                                |
| 1945 | ф  | Возвращение на Батаан                        | Back to Bataan                            | генерал Джонатан «Скинни» Уэйнрайт (в титрах не указан)    |
| 1946 | ф  | Последняя кривая миля                        | The Last Crooked Mile                     | лейтенант полиции Мэйрин                                   |
| 1946 | ф  | Город затерянный в джунглях                  | Lost City of the Jungle                   | доктор Гэффрон                                             |
| 1946 | ф  | Белый галстук и фрак                         | White Tie and Tails                       | мистер Латимер                                             |
| 1946 | ф  | Убийцы                                       | The Killers                               | Джейк-повеса (в титрах не указан)                          |
| 1947 | ф  | Это мой парень!                              | That's My Man                             | секретарь                                                  |
| 1947 | ф  | Пламя                                        | The Flame                                 | детектив                                                   |
| 1947 | ф  | Королева амазонок                            | Queen of the Amazons                      | рассказчик / полковник Джонс                               |
| 1947 | ф  | Синдбад-мореход                              | Sinbad, the Sailor                        | Мога                                                       |
| 1947 | ф  | Непобеждённый                                | Unconquered                               | Обвинитель в трибунале (в титрах не указан)                |
| 1948 | ф  | Опасные воды                                 | Perilous Waters                           | Картер Ларкин                                              |
| 1949 | ф  | Приключение в Балтиморе                      | Adventure in Baltimore                    | мистер Эккерт                                              |
| 1949 | ф  | Миссис Майк                                  | Mrs. Mike                                 | мистер Ховард                                              |
| 1949 | ф  | Самсон и Далила                              | Samson and Delilah                        | Леш Лэкиш                                                  |
| 1949 | ф  | Бегство                                      | Stampede                                  | Ти Джей Фурман                                             |
| 1950 | ф  | Иди тихо, незнакомец                         | Walk Softly, Stranger                     | старик (в титрах не указан)                                |
| 1950 | ф  | Караван мулов                                | Mule Train                                | Джадд Холбрук (в титрах не указан)                         |
| 1951 | ф  | М                                            | M                                         | слепой торговец шарами                                     |
| 1952 | ф  | Бонзо идёт в школу                           | Bonzo Goes to College                     | Уилбур Крейн                                               |
| 1952 | ф  | Дикий                                        | The Savage                                | вождь Белый гром (в титрах не указан)                      |
| 1953 | ф  | Форт Алжир                                   | Fort Algiers                              | арабский вождь (в титрах не указан)                        |
| 1955 | ф  | Пираты Триполи                               | Pirates of Tripoli                        | Малек                                                      |
| 1955 | ф  | Скрывайся                                    | Run for Cover                             | майор Уолш                                                 |
| 1955 | с  | Общественный защитник                        | Public Defender                           | разные роли (2 эпизода)                                    |
| 1956 | ф  | Десять заповедей                             | The Ten Commandments                      | слепой                                                     |
| 1956 | ф  | Дикие дакоты                                 | The Wild Dakotas                          | Антилопа                                                   |
| 1956 | тф | Джонни Моккасин                              | Johnny Moccasin                           | вождь Чёрный гром (1 эпизод)                               |
| 1956 | с  | Театр звезд «Шлица»                          | Schlitz Playhouse of Stars                | (1 эпизод)                                                 |
| 1956 | с  | Паспорт опасности                            | Passport to Danger                        | (1 эпизод)                                                 |
| 1956 | с  | Фронтир                                      | Frontier                                  | вождь (1 эпизод)                                           |
| 1957 | ф  | Воин апачей                                  | Apache Warrior                            | вождь Нантан                                               |
| 1957 | с  | Театр 90                                     | Playhouse 90                              | (1 эпизод)                                                 |
| 1957 | с  | Приключения Джима Боуи                       | The Adventures of Jim Bowie               | Жан Дюбуа (1 эпизод)                                       |
| 1958 | ф  | Одинокий рейнджер и потерянный золотой город | The Lone Ranger and the Lost City of Gold | вождь Томачи                                               |
| 1958 | с  | Сломанная стрела                             | Broken Arrow                              | Клозен (1 эпизод)                                          |
| 1982 | ф  | Мёртвые пледов не носят                      | Dead Men Don't Wear Plaid                 | (хроника)                                                  |